# یوتا کوسکی
یوتا کوسکی (انگلیسی: Yuta Koseki؛ زادهٔ ۸ ژوئن ۱۹۹۵) بازیگر، بازیگر خردسال، و بازیگر تلویزیون اهل ژاپن است. وی از سال ۲۰۰۶ میلادی تاکنون مشغول فعالیت بوده‌است.